# Pandanus tectorius
Pandanus tectorius és una espècie de planta amb flors del gènere Pandanus i de la família Pandanàcies, que es troba al nord de Queensland, Austràlia, l'est d'Indonèsia i illes de l'oceà Pacífic fins a Hawaii i Maurici a l'oceà Índic. Té diversos noms comuns en anglès, alguns derivats del nom comú hawaià, pū hala. La seva àrea de distribució nativa és desconeguda a causa de l'extens ús agrícola. Aquest pandanus és probablement un cultiu oceànic primerenc i, per tant, va ser introduït als molts llocs aïllats de l'oceà Pacífic on es troba actualment.
El seu hàbitat són les terres baixes de la franja costanera. De fet, el nom vulgar a Nova Caledònia és "Pandanus de la vora del mar".

## Descripció

### Aspecte general
Aquest és un arbust que pot assolir 4,5-10 m d'amplada i 6-9 m d'alçada. Com altres pandanus, se sosté per les seves arrels aèries, que ancoren fermament l'arbre a terra.

### Fulles
Les seves fulles ensiformes solen fer entre 90 i 150 cm de llarg i entre 5 i 7 cm d'ample. Tenen marges amb espines, tot i que existeixen varietats sense. L'essència de pandan s'extreu molent-les en aigua i filtrant-les. Aquest extracte verd brillant de vegades rep el sobrenom de "vainilla asiàtica" perquè el seu sabor és similar al de les ametlles i la vainilla.

### Tronc
El tronc únic és esvelt amb escorça anellada marró. És espinós. Es bifurca a una alçada de 4–8 metres.Està sostingut per arrels aèries (arrels de suport) que ancoren fermament l'arbre a terra. Les arrels de vegades creixen al llarg de la branca, i es desvien en gran varietat d'angles respecte el tronc.

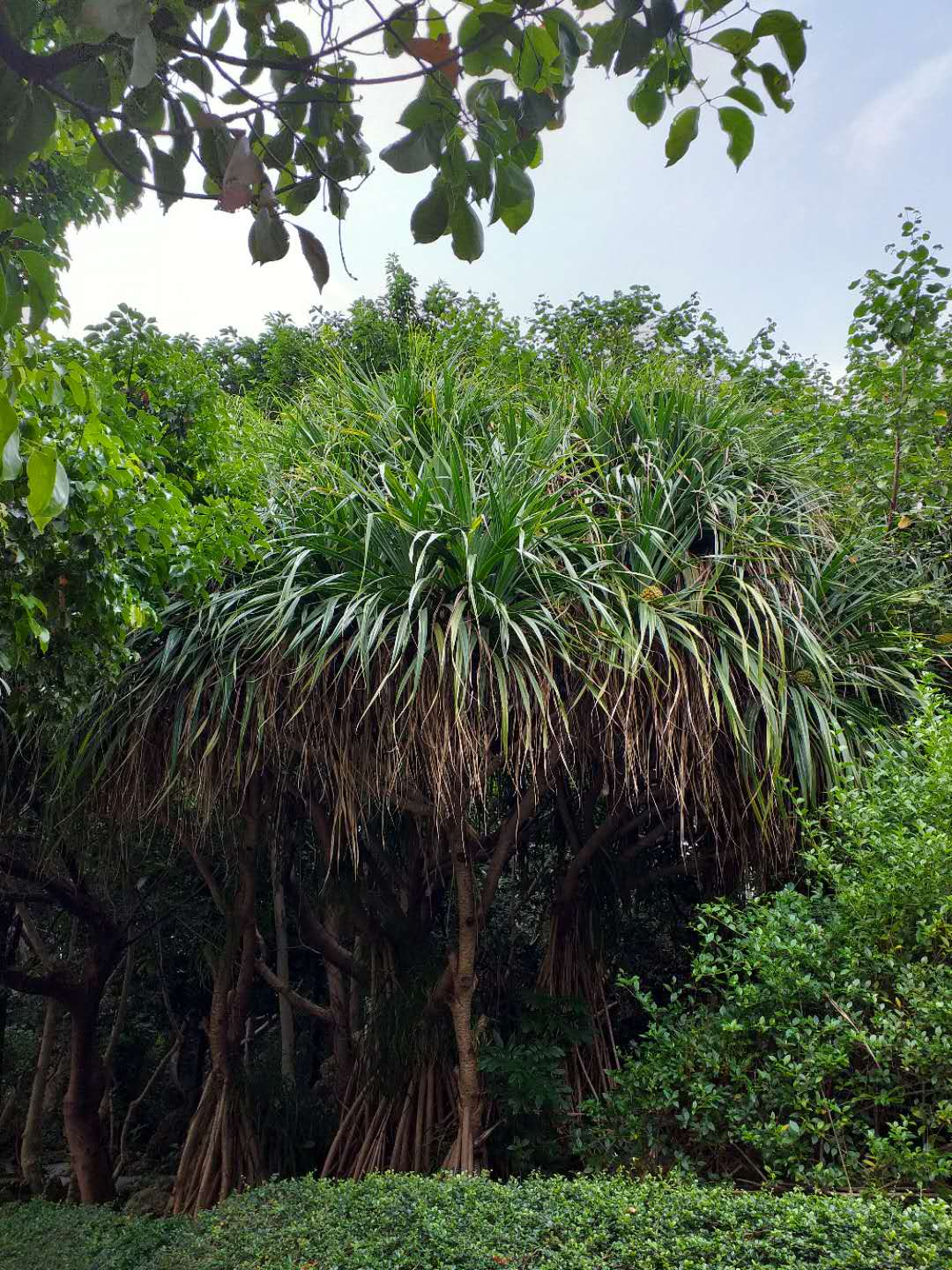
Hàbitat de creixement
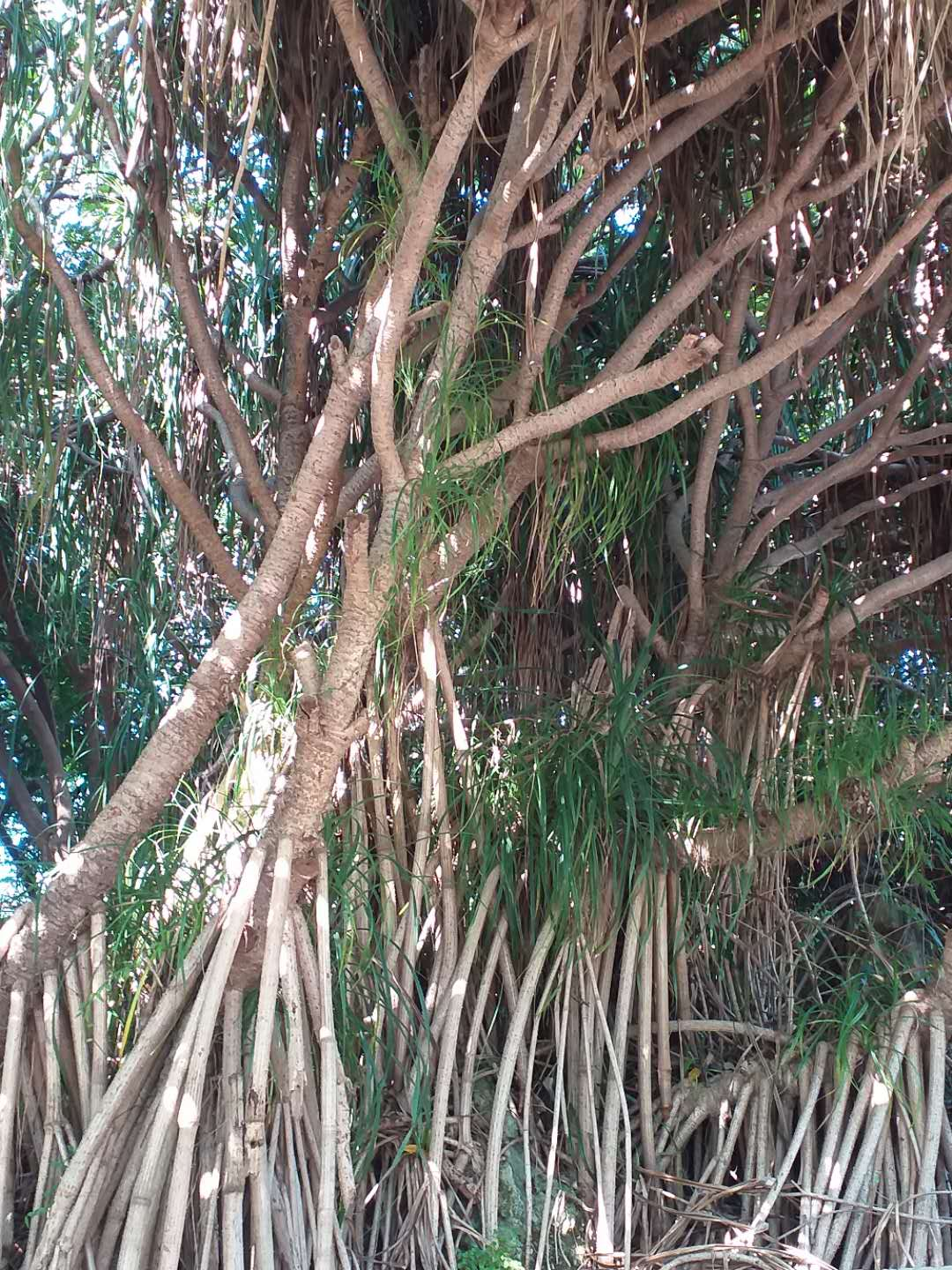
Feixos d'arrels aèries
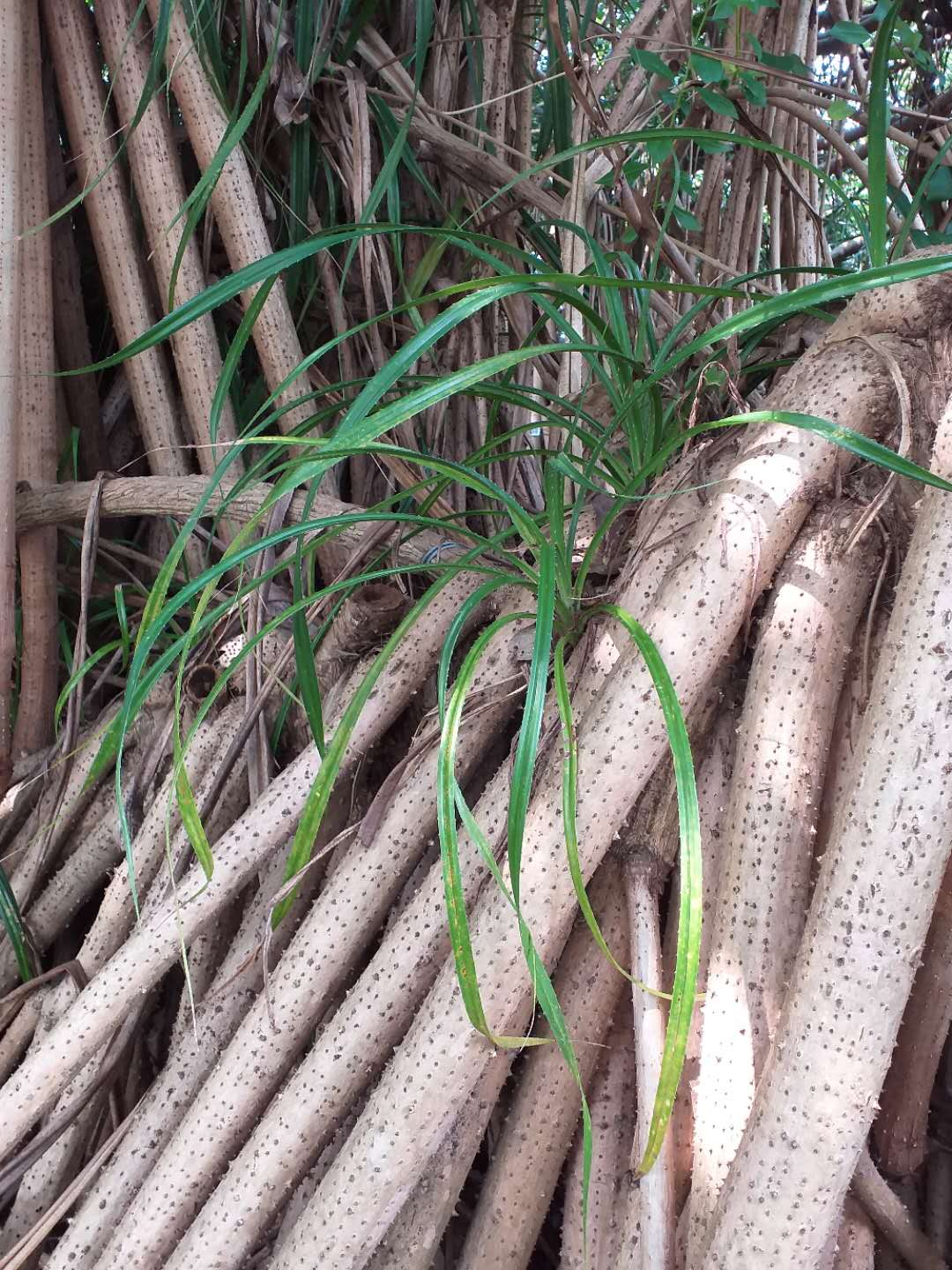
Arrels aèries amb punxes. Brots basals amb fulles espinoses
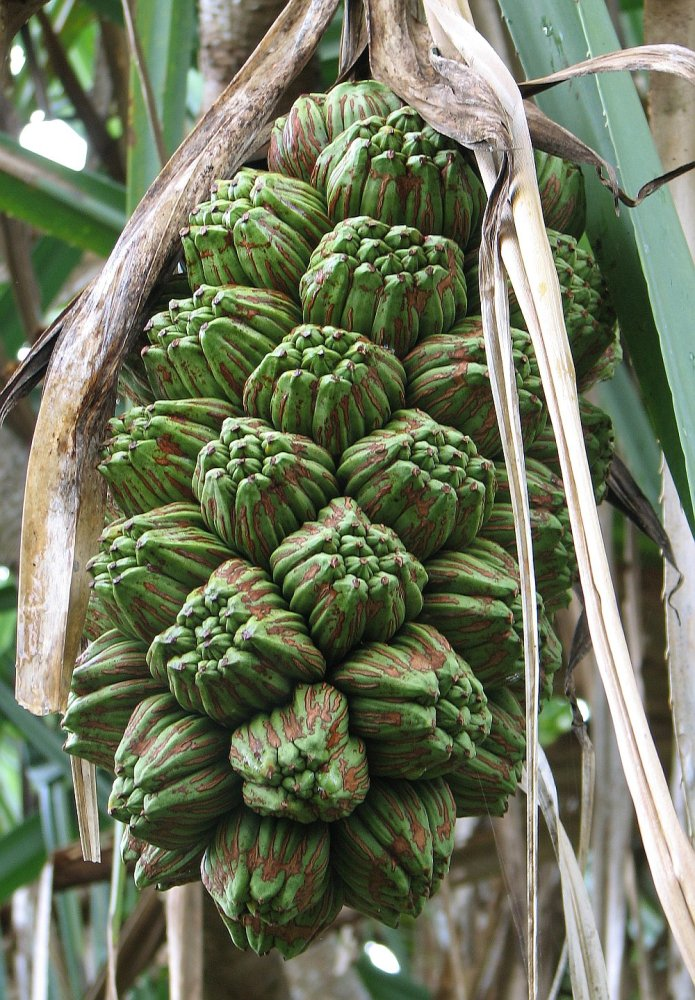
Infructescència amb els septes visibles

### Flors

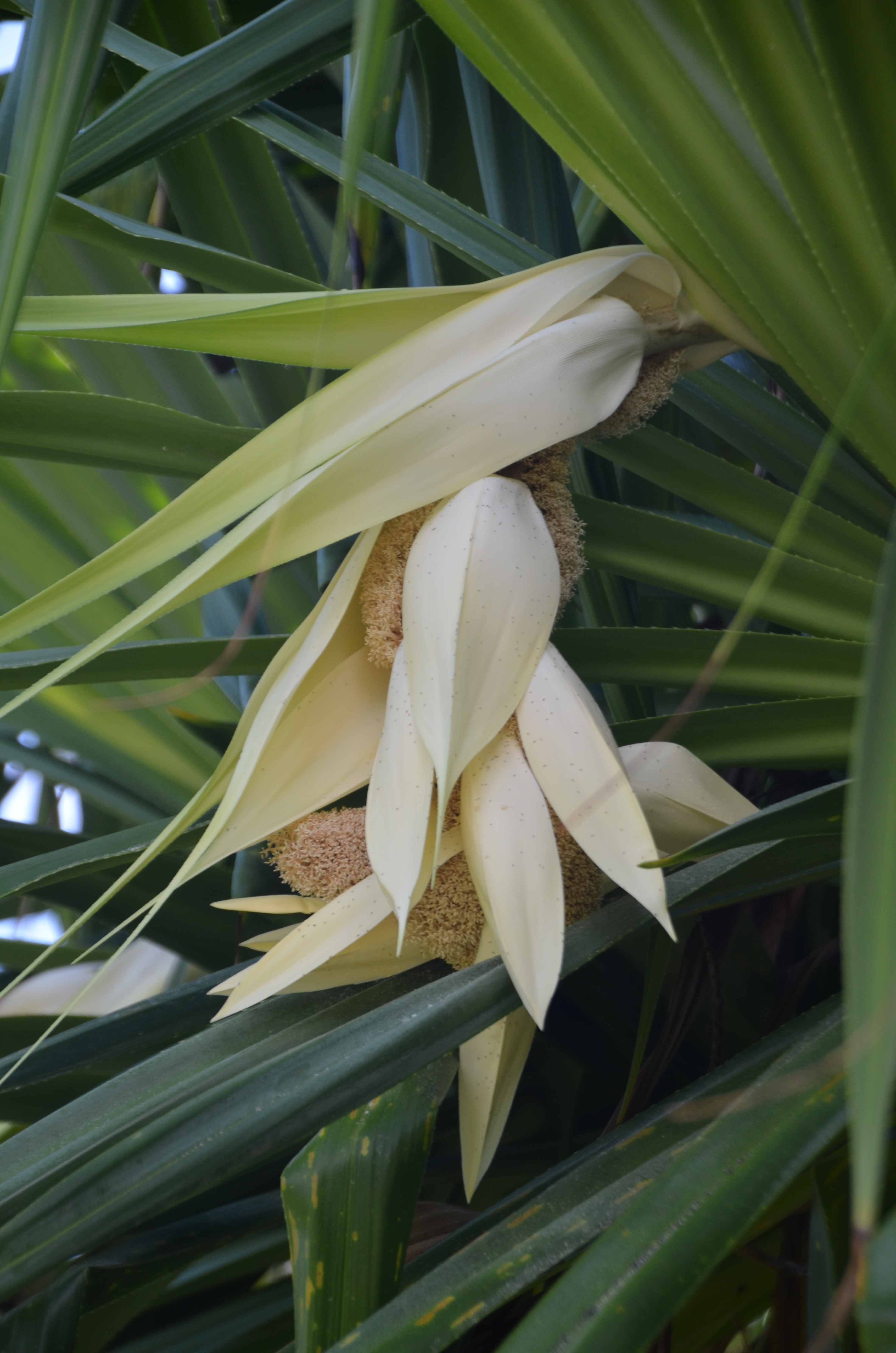
Inflorescència masculina

Pandanus tectorius és espècie dioica, és a dir, les flors masculines i femenines neixen en arbres separats, amb flors masculines i femenines molt diferents. Les flors masculines, agrupades en raïms, són petites, fragants i de curta vida, i només duren un dia. Les flors s'agrupen en 3 i es reuneixen en grans raïms envoltats de grans bràctees blanques. aquests raïms fan aproximadament 30 cm de llargada (veure imatges annexes). Les flors femenines s'assemblen a les pinyes.
A Hawaii, la flor masculina s'anomena hīnano i les bràctees s'utilitzen per fer estores molt fines (moena hīnano o `ahu hīnano).

### Fruits
Els arbres femella de P. tectorius produeixen una infructescència segmentada i gran. Tot i que no estan estretament relacionats, el fruit s'assembla a una pinya. El fruit de P. tectorius és ovoide, el·lipsoide, subglobós o globós amb un diàmetre de 4 a 20 cm i una longitud de 8 a 30 cm. El fruit està format per 38–200 carpels, que tenen una closca fibrosa exterior i fan 8 polzades de longitud. Hi ha aproximadament de 40 a 80 unitats a cada fruit compost i el color del fruit pot ser groc, taronja o vermell amb la part superior verda. Els carpels contenen dues llavors de mitjana, amb un màxim de vuit reportades. Són flotants i les llavors que contenen poden romandre viables durant molts mesos mentre són transportades pels corrents oceànics (hidrocòria).

## Taxonomia
Pandanus tectorius fou descrit per primera vegada per Sydney Parkinson en 1774. És una angiosperma que pertany al gènere Pandanus de la família Pandanàcies.

## Distribució i hàbitat
El Pandanus tectorius creix de forma nativa des de les Filipines a través de l'oceà Pacífic fins a Hawaii. Es troba en parts de Malàisia (les illes Cocos, Java, les illes Petites de la Sonda, les illes Moluques i les Filipines), a tota Papuàsia i a la major part del Pacífic tropical. A Austràlia, és originari d'una zona des de Port Macquarie a Nova Gal·les del Sud fins al nord de Queensland. Tant els EUA com les illes Hawaii només reconeixen una espècie autòctona, el P. tectorius. La seva àrea de distribució nativa exacta es desconeix a causa del seu extens cultiu; pot ser una introducció polinèsia primerenca a moltes de les illes més aïllades del Pacífic on es troba. Aquestes illes inclouen la Micronèsia i la Melanèsia. A Hawaii, el P. tectorius es troba de forma nativa a totes les illes principals excepte Kahoʻolawe, i se sap que va ser anterior als assentaments humans, basant-se en mostres de llavors i pol·len preses de la cova Makauwahi de Kauaʻi.
Pandanus tectorius creix espontàniament en regions costaneres com ara manglars i marges de platja, amb altituds de zero a 610. Requereix de 1500 a 4000 mm de precipitació anual i estacions alternades de pluja abundant i minsa.
El Pandanus tectorius es considera més tolerant a la sequera que els cocoters. Els arbres s'han adaptat a la sequera reduint la fructificació. Els individus s'adapten bé a créixer en els molts tipus de sòl presents a les costes, com ara sorra de quars, sorra de corall i torba, així com en pedra calcària i basalt. P. tectorius és tolerant a la sal i al vent i prefereix sòls lleugerament àcids o bàsics (pH de 6–10). Els troncs són forts i solen resistir tempestes tropicals. Prefereix créixer a ple sol, però es desenvolupa bé amb ombreig del 30-50%. No tolera ombrejat superior al 70%.

## Ecologia
Hi ha una àmplia gamma d'enemics naturals que representen una amenaça per a P. tectorius, com ara paràsits, patògens i herbívors. Ataquen les fulles, les arrels, les tiges i els punts de creixement. L'insecte pal Megacrania batesii viu i s'alimenta només de P. tectorius i dues altres espècies de Pandanus.
El Pandanus tectorius a Austràlia està amenaçat per un insecte xuclador de saba, la Jamella australiae, una espècie del gènere Jamella de la subfamília Flatinae, conegut en anglès com Pandanus planthopper. Ha causat molt perjudici a plantes de la costa nord de Nova Gal·les del Sud, abans de remuntar la costa fins a Noosa i la Gold Coast a Queensland a la dècada del 1990. Des de llavors ha infestat pandanus més al nord, matant aproximadament el 80% de la població de P. tectorius al sud de Gladstone, Queensland, i des de llavors ha arribat a Yeppoon, a la costa de Capricorn, on P. tectorius juga un paper important en la prevenció de l'erosió costanera. Un depredador natural en forma de vespa originària del nord de Queensland, l'Aphanomerus pusillus, ha estat introduït a l'illa Fraser i en el Parc Nacional de Byfield com un dels mètodes utilitzats per combatre la plaga. Altres mètodes utilitzats a l'illa de Fraser inclouen la injecció d'insecticides a la planta, l'eliminació de les fulles infestades i la cria de noves plantes a partir de plantes locals. La vespa només es pot utilitzar durant els mesos més càlids a l'illa, ja que no prospera en el clima més fresc del sud de Queensland.